# Donchery
Donchery és un municipi francès situat al departament de les Ardenes i a la regió del Gran Est. L'any 2007 tenia 2.408 habitants.

## Demografia

### Població
El 2007 la població de fet de Donchery era de 2.408 persones. Hi havia 937 famílies de les quals 265 eren unipersonals (100 homes vivint sols i 165 dones vivint soles), 228 parelles sense fills, 360 parelles amb fills i 84 famílies monoparentals amb fills.
La població ha evolucionat segons el següent gràfic:
Habitants censats

### Habitatges
El 2007 hi havia 992 habitatges, 938 eren l'habitatge principal de la família, 9 eren segones residències i 45 estaven desocupats. 668 eren cases i 322 eren apartaments. Dels 938 habitatges principals, 482 estaven ocupats pels seus propietaris, 453 estaven llogats i ocupats pels llogaters i 4 estaven cedits a títol gratuït; 6 tenien una cambra, 38 en tenien dues, 145 en tenien tres, 313 en tenien quatre i 437 en tenien cinc o més. 627 habitatges disposaven pel capbaix d'una plaça de pàrquing. A 423 habitatges hi havia un automòbil i a 381 n'hi havia dos o més.

### Piràmide de població
La piràmide de població per edats i sexe el 2009 era:
| Homes | Edats   | Dones |
| ----- | ------- | ----- |
| 0     | 95 o +  | 8     |
| 8     | 90 a 94 | 12    |
| 16    | 85 a 89 | 56    |
| 0     | 80 a 84 | 12    |
| 20    | 75 a 79 | 36    |
| 32    | 70 a 74 | 40    |
| 48    | 65 a 69 | 40    |
| 56    | 60 a 64 | 72    |
| 40    | 55 a 59 | 40    |
| 44    | 50 a 54 | 56    |
| 40    | 45 a 49 | 64    |
| 108   | 40 a 44 | 88    |
| 104   | 35 a 39 | 108   |
| 112   | 30 a 34 | 104   |
| 84    | 25 a 29 | 100   |
| 48    | 20 a 24 | 68    |
| 100   | 15 a 19 | 64    |
| 104   | 10 a 14 | 100   |
| 104   | 5 a 9   | 72    |
| 128   | 0 a 4   | 76    |

## Economia
El 2007 la població en edat de treballar era de 1.542 persones, 1.073 eren actives i 469 eren inactives. De les 1.073 persones actives 937 estaven ocupades (518 homes i 419 dones) i 137 estaven aturades (65 homes i 72 dones). De les 469 persones inactives 135 estaven jubilades, 156 estaven estudiant i 178 estaven classificades com a «altres inactius».

### Ingressos
El 2009 a Donchery hi havia 955 unitats fiscals que integraven 2.388,5 persones, la mediana anual d'ingressos fiscals per persona era de 16.057 €.

### Activitats econòmiques
Dels 97 establiments que hi havia el 2007, 1 era d'una empresa extractiva, 4 d'empreses alimentàries, 5 d'empreses de fabricació de material elèctric, 2 d'empreses de fabricació d'elements pel transport, 11 d'empreses de fabricació d'altres productes industrials, 11 d'empreses de construcció, 16 d'empreses de comerç i reparació d'automòbils, 8 d'empreses de transport, 3 d'empreses d'hostatgeria i restauració, 1 d'una empresa d'informació i comunicació, 1 d'una empresa financera, 2 d'empreses immobiliàries, 7 d'empreses de serveis, 17 d'entitats de l'administració pública i 8 d'empreses classificades com a «altres activitats de serveis».
Dels 18 establiments de servei als particulars que hi havia el 2009, 2 eren tallers de reparació d'automòbils i de material agrícola, 1 autoescola, 3 paletes, 1 guixaire pintor, 1 fusteria, 2 lampisteries, 4 electricistes, 3 perruqueries i 1 restaurant.
Dels 5 establiments comercials que hi havia el 2009, 1 era un hipermercat, 1 una botiga de menys de 120 m², 1 una fleca, 1 una peixateria i 1 una botiga de material de revestiment de parets i terra.
L'any 2000 a Donchery hi havia 8 explotacions agrícoles.

## Equipaments sanitaris i escolars
L'únic equipament sanitari que hi havia el 2009 era una farmàcia.
El 2009 hi havia 1 escola maternal i 1 escola elemental.

## Poblacions més properes
El següent diagrama mostra les poblacions més properes.